# 6-Hidroxicianidina
6-Hydroxycyanidin es una antocianidina.

## Glucósidos
6-Hydroxycyanidin 3-malonylglucoside puede ser extraído de las flores de especies de Alstroemeria.